# Eucynortula lata
Eucynortula lata is een hooiwagen uit de familie Cosmetidae.